# The Zeta Project
The Zeta Project è una serie televisiva animata fantascientifica prodotta da Warner Bros. La serie è uno spin-off di Batman of the Future ed è stata prodotta da Robert Goodman.

## Trama
Il personaggio principale della serie è Zeta (da cui il titolo); un sintoide governativo progettato come strumento di distruzione (in pratica un killer robotico). Durante una missione egli scoprirà che il bersaglio designatogli come vittima è in realtà innocente e si rifiuterà di ucciderlo; sicché il governo sospetterà una riprogrammazione da parte del nemico e gli daranno la caccia per ripristinare il suo programma originale; Zeta tuttavia è conscio di non aver subito alcun lavaggio del cervello e si mette dunque sulle tracce del suo creatore: il dottor Selig, l'unico a poter provare la sua innocenza ed a spiegargli perché è in grado di provare emozioni.
Durante il suo viaggio sempre in fuga dai governativi si imbatterà in Ro, una ragazzina quindicenne orfana che inizialmente si serve di lui per profitto ma in seguito diverrà sua buona amica nonché complice (da cui il titolo del primo episodio the Accomplice). I due durante la loro burrascosa ricerca si imbatteranno in amici ed alleati inaspettati ed anche in nemici terribili, vivendo di volta in volta avventure straordinarie.

## Personaggi
- Unità d'Infiltrazione Zeta (doppiato da Diedrich Bader), soprannominato Zee da Ro; è il protagonista della serie. È un'unità d'infiltrazione governativa creato per raccogliere informazioni ed eliminare bersagli prestabiliti; dimostra da sempre di avere l'abilità di pensare autonomamente e di provare emozioni, cosa che lo rende un ricercato governativo nel momento in cui decide di "non voler più uccidere nessuno". La principale abilità di Zeta è celare il suo aspetto meccanico tramite ologrammi che gli permettono di assumere l'aspetto di chiunque abbia visto (ma può anche fare dei "mix" con le varie caratteristiche facciali immagazzinate in memoria). Inoltre possiede la forza sovrumana tipica dei robot e la capacità di estendere le proprie braccia; Dopo la sua decisione si libererà di tutte le armi letali di cui era precedentemente equipaggiato, nonostante ciò ha ancora le lame circolari nelle braccia ed armi laser efficaci però solo sugli altri metalli, è inoltre in grado di interfacciarsi con qualunque altra macchina e dispone di fondi monetari illimitati e di un kit di auto-riparazione.
- Rosalie "Ro" Rowen (doppiata da Julie Nathanson), una ragazzina quindicenne orfana dalla nascita, quando incontra Zeta era una ladruncola di strada. Aiuterà il robot (da lei chiamato "Zee") nella sua ricerca per provarne l'innocenza. Bollata dai governativi come "complice", inizialmente si serve del sintoide solo per i suoi soldi ma a lungo andare si affezionerà a lui, tanto da considerarlo la sua famiglia ed il suo migliore amico; in alcune occasioni sembra inoltre provare qualcosa per lui. Nonostante sia solo una normale umana, la sua determinazione ed astuzia sono spesso più determinanti che le capacità straordinarie di Zeta per risolvere situazioni complicate.
- Bucky Buenventura (doppiato da Ulises Cuadra), un bambino-genio che occasionalmente aiuta Zeta e Ro.
- Unità d'Infiltrazione 7, l'unica altra unità d'infiltrazione esistente, nonostante sia un vecchio modello possiede tutte le capacità di Zeta ed è perfino più grosso e forte, oltre ad essere ovviamente ancora dotato di armi di distruzione. L'IU7 ci viene mostrata come una vera e propria macchina senza scrupoli morali ne emozioni che ragiona ed agisce come un software e come la programmazione ha stabilito.
- Rohan Krick (doppiato da Richard Moll), un cacciatore di taglie col corpo in parte robotico, deciso a catturare Zeta per intascare la taglia messa sulla sua testa.
- Dottor Eli Selig, il quasi introvabile creatore di Zeta.
- Agente James Bennett (doppiato da Kurtwood Smith), il leader del gruppo d'agenti NSA che danno la caccia a Zeta. Uomo estremamente professionale ed inflessibile, è assolutamente convinto che Zeta sia stato riprogrammato e che una macchina non può avere una coscienza.
- Agente West (doppiato da Michael Rosenbaum, il giovane Lex Luthor di Smallville), è un agente della NSA, goffo ed incompetente, cerca continuamente di dimostrarsi adatto alla situazione, col solo risultato di infastidire il suo superiore e compromettere le operazioni.
- Agente Lee (Doppiata da Lauren Tom e Dana Tan in Batman of the Future), la più competente e capace tra gli agenti dell'NSA; convinta dell'innocenza di Zeta deciderà di abbandonare la missione e lasciare il gruppo.
- Agente Rush (doppiata da Dominique Jennings), la sostituta dell'agente Lee dopo l'abbandono di quest'ultima.

## Episodi

### Prima stagione
- 01 - The Accomplice
- 02 - His Maker's Name
- 03 - Remote Control
- 04 - Change of Heart
- 05 - The Next Gen
- 06 - West Bound
- 07 - Hicksburg
- 08 - Shadows
- 09 - Crime Waves
- 10 - Taffy Time
- 11 - Kid Genius
- 12 - Ro's Reunion

### Seconda stagione
- 13 - Absolute Zero
- 14 - Wired: Part 1
- 15 - Wired: Part 2
- 16 - Resume Mission
- 17 - Hunt in the Hub
- 18 - Ro's Gift
- 19 - Lost and Found
- 20 - Eye of the Storm
- 21 - Quality Time
- 22 - On the Wire
- 23 - Cabin Pressure
- 24 - The River Rising
- 25 - The Hologram Man
- 26 - The Wrong Morph